# Wallbox
Wallbox éra una empresa d'origen català establerta als Països Baixos, de disseny, fabricació i distribució de solucions de càrrega per a vehicles elèctrics d'ús residencial, semipúblic i públic. Amb nou oficines en tres continents, a mitjans del 2021 l'empresa havia venut més de 100.000 carregadors a un total de 67 països i preveia tancar l’any facturant 79 milions de dòlars.
Wallbox fou fundada el 2015 a Barcelona per Enric Asunción i Eduard Castañeda inicialment sota el nom Wall Box Chargers ("carregadors de capsa de paret" en anglès). El 2017, Wallbox va guanyar la South Summit, una competició europea d'empreses emergents. Wallbox va quedar en el tercer lloc de la Copa Mundial d'Startups el maig 2018. L'octubre de 2019, Wallbox va crear Quàsar, el primer carregador bidireccional al món per al segment residencial. El Quàsar va ser nominat com el millor Consumer Electronics Show (CES) de gener 2020. El 2021, Wallbox va sortir per primer cop a la borsa de Nova York després de l’acord fusió amb la companyia d'inversions estatunidenca Kensington Capital Acquisition, convertint-se en una startup "unicorn" (valorada en més de 1.000 milions de dòlars).
L'agost de 2023 l'empresa disposava de dues plantes productives a Barcelona, una a la Xina i una altra a Texas (Estats Units), que li donaven una capacitat productiva d'un milió de carregadors de bateria a l'any. El 2022 va invertir 79 milions d'euros en l'obertura de la nova planta de fabricació de carregadors a la Zona Franca (Barcelona) i la de Texas. Degut a un any 2022 complicat en vendes, el gener de 2023 l'empresa va anunciar en expedient de regulació d'ocupació que afectaria al 15% de la seva plantilla, la gran majoria a Barcelona on hi té el 80% de la seva plantilla mundial.

## Premis
- Premi de Disseny Red Dot 2019 - Red Dot GmbH & Co. KG
- Millor producte del CES 2020 - Electrek
- Millor producte del CES 2020 - Newsweek
- Millor producte del CES 2020 - Robb Report
- Millor tecnologia de transport CES 2020 - Engadget
- 2021 World Changing Ideas Finalist - Fast Company
- Edison Award, Medalla de Plata 2020 - Edison Awards
- Premi GOOD DESIGN 2021 - The Chicago Athenaeum Museum of Architecture and Design
- Excellent Product Design – Automotive Parts and Accessories German Design Award 2021 – German Design Council
- 2021 World Changing Ideas Finalist - Fast Company[20][21][9][22][23][24][25]